# Synanthedon arizonensis
Synanthedon arizonensis is een vlinder uit de familie wespvlinders (Sesiidae), onderfamilie Sesiinae.
Synanthedon arizonensis is voor het eerst wetenschappelijk beschreven door Beutenmüller in 1916. De soort komt voor in het Nearctisch gebied.